# (4325) Guest
(4325) Guest ist ein Hauptgürtelasteroid, der am 18. April 1982 von Edward L. G. Bowell vom Lowell-Observatorium aus entdeckt wurde.
Die zeitlosen (nichtoskulierenden) Bahnelemente von (4325) Guest sind fast identisch mit denjenigen des kleineren, wenn man von der Absoluten Helligkeit von 15,2 gegenüber 12,4 ausgeht, Asteroiden (14939) Norikura.
(4325) Guest wurde nach dem britischen Geologen und Vulkanologen John E. Guest benannt.